# Cuevas del Campo
Cuevas del Campo – gmina w Hiszpanii, w prowincji Grenada, w Andaluzji, o powierzchni 96,61 km². W 2011 roku gmina liczyła 2014 mieszkańców. Znajduje się w północno-wschodniej części prowincji.